# Mirafra microptera
La alondra birmana es una especie de ave paseriforme de la familia Alaudidae
Puede ser encontrada en Birmania central, de donde es endémica.
Su hábitat es variado y va desde las praderas, a las tierras de barbecho agrícolas.